# 天谷光治
天谷 光治（あまや みつはる、1948年（昭和23年）12月3日 - ）は、日本の政治家。元福井県大野市長。

## 経歴
福井県出身。芝浦工業大学卒業。
1976年（昭和51年）天谷製材代表取締役、1991年（平成3年）大野市議会議員を経て、1994年（平成6年）大野市長に当選した。3期務めた。城下町の歴史と文化を生かした「まちなか観光」を推進し、観光庁認定観光カリスマに認定された。